# 8824 Genta
8824 Genta è un asteroide della fascia principale. Scoperto nel 1988, presenta un'orbita caratterizzata da un semiasse maggiore pari a 2,8021833 UA e da un'eccentricità di 0,1697983, inclinata di 7,00493° rispetto all'eclittica.
L'asteroide è dedicato all'artista giapponese Genta Yamamoto.